# Les Voyageurs (Stargate)
Pour les articles homonymes, voir Voyageur.
Les Voyageurs est un épisode de la série télévisée Stargate Atlantis. C'est le cinquième épisode de la saison 4 et le 65e épisode de la série.

## Résumé
Alors qu'il rentre d'une mission de ravitaillement en solitaire à bord d'un Jumper, Sheppard est capturé par un vaisseau n'appartenant pas aux Wraiths mais à des humains.
Les occupants du vaisseau lui demandent qui il est, de quelle planète il vient et d'où vient son vaisseau. Il refuse de répondre et est torturé par l'un d'eux. La commandante du vaisseau, une femme nommée Larrin lui explique que son peuple vit continuellement à bord de leurs vaisseaux et qu'elle souhaiterait utiliser Sheppard, car il possède le gène des Anciens pour réparer un vaisseau ancien que son peuple a trouvé. Le vaisseau souffre notamment d'avaries sur les communications et émet des radiations dangereuses pour l'équipage. Larrin explique que pour éviter de se mettre eux-mêmes en danger, des champs de force qui isolent certaines parties du vaisseau de ces radiations ont été déployés.
Lors du premier essai, Sheppard réussit à activer le vaisseau ancien, et démarre brusquement sans activer les inhibiteurs inertiels de façon à assommer les gardes. Il trouve ainsi un pistolet paralysant (le même que Ronon), puis reprend le contrôle du vaisseau et passe en hyperespace. Il est alors obligé de rendre le contrôle du vaisseau car Larrin entend maintenir coupé le champ de force qui protège l'équipage des radiations sur la passerelle tant que Sheppard ne se rend pas. Toutefois, avant de rendre le contrôle de l'appareil, Sheppard parvient à envoyer un message de SOS en morse intercepté par McKay. Malheureusement, les Wraiths interceptent eux aussi le message et les attaquent. Lors de l'attaque les deux compagnons de Larrin meurent tandis que Sheppard, libéré par Larrin pour les aider à combattre les Wraiths, prend les commandes du fauteuil de contrôle des drones et détruit le vaisseau Wraith. Une fois le vaisseau Wraith détruit, il enferme Larrin dans la zone du fauteuil de contrôle et prend le contrôle du poste de commandement secondaire. Alors que Larrin erre dans les couloirs à la recherche d'une issue, elle est attaquée par un Wraith. Sheppard la sauve et lui apprend qu'il y a trois autres Wraiths dans le vaisseau. Tous deux décident de faire équipe pour tuer les trois autres Wraiths. Pendant ce temps un jumper transportant McKay, Ronon, Teyla et le major Lorne, accompagnés de plusieurs autres jumpers, vont vers la zone d'où Sheppard a envoyé le message pour le secourir.
Pour éliminer les trois Wraiths restants, Larrin fait diversion pour les attirer loin du centre du vaisseau pendant que Sheppard envoie des drones à partir du siège de commande vers leur position. Larrin se fait attaquer par le Wraith ayant échappé à l'explosion, qui aspire toute sa vie mais lui laisse un semblant de vie afin de l'interroger. Sheppard le met en joue et l'oblige à rendre sa vie à Larrin en lui laissant la vie sauve en échange. Alors que Larrin embrasse Sheppard pour l'avoir sauvée pour la deuxième fois, elle le paralyse et l'enferme dans un couloir. Elle reprend le contrôle du vaisseau et fait venir ses alliés. Une fois Sheppard de nouveau enfermé, Larrin explique qu'elle tient à garder Sheppard en sa possession jusqu'à ce que le vaisseau soit entièrement réparé mais Sheppard lui propose une alliance car son vaisseau pourrait être l'élément qui pourrait permettre d'éradiquer les Wraiths le moment venu, ceux-ci étant en difficulté contre les réplicateurs.
C'est à cet instant que l'équipe de McKay retrouve les vaisseaux qui sautent en hyper-espace avant qu'ils n'aient pu faire quoi que ce soit. L'instant d'après McKay découvre la présence d'un Jumper à bord duquel se trouve Sheppard.
De retour sur Atlantis, McKay reproche à Sheppard de toujours se faire capturer par des extra-terrestres sexys.

## À noter
- Reed Richards, le faux nom donné par le colonel Sheppard à ses ravisseurs, est le nom civil du héros de comic Mr Fantastique. Il avait justement comparé dans un précédent épisode son équipe et Les 4 Fantastiques, se comparant justement à Mr Fantastique.